# 東部藍舌石龍子
東部藍舌石龍子，是藍舌石龍子屬中斜紋藍舌蜥中的一種，在全澳洲也廣泛分布，以澳洲東岸最常見，主要在叢林生活也經常出現在住宅的花園中。牠們被稱為藍舌蜥，因為牠的舌頭可能從鮮藍色到深藍色不等，並且在受到干擾時會大聲嘶叫並伸出藍色舌頭嚇退敵害。
東部藍舌石龍子是一種粗壯而緩慢的蜥蜴，底色通常是蒼白，鱗片棕褐色至灰色，並在身體和尾巴上呈條紋狀。藍舌石龍子是很流行的寵物蜥蜴，在被囚禁飼養中可以活長達30年。牠們是卵胎生蜥蝪，每窩可生六至二十隻，幼體出生後可立即自立。外型非常類似於成體。
藍舌石龍子屬中還有幾種其他類型的藍舌蜥，例如北部藍舌石龍子和松果蜥。